# Dresdenski zeleni diamant
Dresdenski zeleni diamant, znan tudi kot dresdenski zeleni, je 41-karatni (8,2 g) naravni zeleni diamant, ki izvira iz indijskih rudnikov Kollur. Dresden zeleni je redek tip IIa, s čistostjo VS1 in naj bi bil potencialno brezhiben v notranjosti, če ga nekoliko predelamo.
Ime je dobil po Dresdnu, glavnem mestu nemške dežele Saške, kjer je bil na ogled večji del zadnjih dveh stoletij, nazadnje v Novem zelenem trezorju na Dresdenskem gradu. Po drugi svetovni vojni so ga za desetletje preselili v Moskvo, preden so ga vrnili v Dresden. Novembra 2019 je bil poslan na izposojo v Metropolitanski muzej umetnosti v New Yorku, tako da ni bil odnesen kot kraja dragulja 25. novembra.

## Zgodovina
Dresdenski zeleni diamant ima zgodovinski zapis, ki sega v leto 1722, ko je londonski časopis v svoji izdaji od 25. oktobra do 27. oktobra objavil članek o njem. Pridobil ga je Avgust III. Poljski od nizozemskega trgovca leta 1742 na Leipziškem sejmu. Leta 1768 je bil diamant vgrajen v izjemno dragocen okras za klobuk, obdan z dvema velikima ter 411 srednje velikimi in majhnimi diamanti. V tem okolju se Dresdenski zeleni pojavlja še danes.
Leta 2000 je ameriško draguljarno podjetje Harry Winston poskrbelo, da je Dresdenski zeleni razstavljen v glavni trgovini v New Yorku in nato v Smithsonianu v Washingtonu, D. C., kjer je bil razstavljen v paviljonu Harry Winston poleg največjega modrega diamanta na svetu, diamanta Hope.
Leta 2019 je Dresdenski zeleni diamant za las ušel kraji v vlomu v Dresdenski Green Vault, ker je bil takrat posojen newyorškemu Metropolitanskemu muzeju.

## Barva
Edinstvena jabolčno zelena barva kamna je posledica naravne izpostavljenosti radioaktivnim snovem, saj lahko sevanje diamantom spremeni barvo. Dresdenski zeleni diamant je bil uporabljen za primerjavo naravnih in laboratorijsko proizvedenih zelenih diamantov - upamo, da ga bo mogoče uporabiti za pripravo testa za razlikovanje med naravno zelenimi diamanti, ki so precej redki, in tistimi, proizvedenimi v laboratoriju.

## V popularni kulturi
Zaplet romana Dresden Green iz leta 1966 Nicolasa Freelinga se nanaša na namišljeno krajo diamanta Dresden Green in poskuse, da bi ga vrnili.